# Hirokazu Gōshi
Hirokazu Gōshi (jap. 郷司 弘和, Gōshi Hirokazu; * 19. Dezember 1966 in der Präfektur Shizuoka) ist ein ehemaliger japanischer Fußballspieler.

## Karriere
Gōshi erlernte das Fußballspielen in der Schulmannschaft der Tokai University Daiichi High School. Seinen ersten Vertrag unterschrieb er 1985 bei Hitachi (heute: Kashiwa Reysol). Der Verein spielte in der höchsten Liga des Landes, der Japan Soccer League. Ende 1995 beendete er seine Karriere als Fußballspieler.